# Cassam Uteem
Cassam Uteem (Port Louis, 22 marzo 1941) è un politico mauriziano.
È stato il secondo Presidente di Mauritius, in carica dal giugno 1992 al febbraio 2002.